# كأس شمال مقدونيا 2010–11
كأس شمال مقدونيا 2010–11 هو موسم من كأس مقدونيا. كان عدد الأندية المشاركة فيه 32، وفاز فيه نادي ميتالورغ سكوبيه.